# Отучев, Чапкын
Чапкы́н Оту́чев (ум. 1552) — казанский, татарский бек (князь), государственный деятель.
В 1552 году входил в состав казанской делегации в г. Свияжск для переговоров с Русским правительством о переходе Казанского ханства под полное руководство Москвы. Своими активными действиями предотвратил въезд в город русского наместника А. Ф. Адашева. 10 марта 1552 года возглавил казанское правительство, которое пригласило на престол астраханского царевича Ядыгар-Мухаммеда. Участвовал в обороне Казани, погиб в бою.